# خانه جلیل طباطبائی
خانه جلیل طباطبائی مربوط به دوره صفوی است و در شهرستان صدوق، بخش خضرآباد، شهر ندوشن، محله زیر باغ واقع شده و این اثر در تاریخ ۱۸ آذر ۱۳۸۷ با شمارهٔ ثبت ۲۳۸۹۳ به‌عنوان یکی از آثار ملی ایران به ثبت رسیده است.